# El Dorado Número Dos
El Dorado Número Dos är en ort i Mexiko.   Den ligger i kommunen Guasave och delstaten Sinaloa, i den västra delen av landet, 1 200 km nordväst om huvudstaden Mexico City. El Dorado Número Dos ligger 10 meter över havet och antalet invånare är 222.
Terrängen runt El Dorado Número Dos är mycket platt. Runt El Dorado Número Dos är det ganska tätbefolkat, med 100 invånare per kvadratkilometer. Närmaste större samhälle är Guasave, 14,5 km nordost om El Dorado Número Dos. Trakten runt El Dorado Número Dos består till största delen av jordbruksmark.